# Spoorlijn Lathen - Werlte
De spoorlijn Lathen - Werlte in een Duitse spoorlijn van de voormalig spoorwegonderneming Hümmlinger Kreisbahn tussen Lathen en Werlte in de deelstaat Nedersaksen.

## Geschiedenis
De lokaalspoorlijn van Lathen naar Werlte werd op 13 augustus 1898 geopend. De lijn was aangelegd met een spoorbreedte van 750 mm. Vanuit de stad Cloppenburg werd eind 19e eeuw eveneens een spoorlijn met een spoorbreedte van 750 mm in westelijke richting aangelegd die in 1903 de landsgrens Oldenburg-Pruisen bereikte. Het was de bedoeling dat de ontbrekende 2,5 km naar het Pruisische Werlte ook aangelegd zou worden, zodat er een verbinding Lathen-Cloppenburg zou zijn ontstaan. Deze ontbrekende 2,5 kilometer is er nooit gekomen. De spoorlijn Cloppenburg - Landesgrenze is in 1952 opgeheven en daarna opgebroken.
Sinds 1957 is het traject omgebouwd naar normaalspoor. Het personenvervoer werd in 1970 stilgelegd. Toen werd ook het tracé veranderd waardoor de haven van Lathen aan het Dortmund-Eemskanaal niet meer bediend werd.
In de volksmond werd de trein ook "Pingel-Anton" genoemd naar het geluid van de bel op stoomlocomotieven die tot 1957 op het traject reed. De VT 1 maakt geen gebruik meer van deze bel.
Op 1 januari 1993 werden de Hümmlinger Kreisbahn en de Meppen-Haselünner Eisenbahn onder de naam Emsländische Eisenbahn (EEB) samengevoegd.
In 1999 werd het station van Werlte volledig gerestaureerd. Het voormalige station heeft nu een andere bestemming gekregen.

## Traject
Het traject loopt van Lathen, waar deze aansluit op de spoorlijn Hamm - Emden in oostelijke richting en kruist tweemaal het tracé van de Transrapid, hierna doorsnijdt de lijn een bosrijk gebied en militair terrein tot Sögel, de grootste halte en wisselplaats. Van Waldhöfe tot Werlte loopt het traject parallel aan de straat zoals het op meer plaatsen met lokaalspoorlijnen in de deelstaat Nedersaksen gebruikelijk was.

## Goederenvervoer en werkplaats
De Emsländische Eisenbahn GmbH (EEB) voert onregelmatig goederenvervoer uit. Dit vervoer bestaat hoofdzakelijk uit houtproducten.
In Werlte is de werkplaats van de EEB gevestigd waar het onderhoud aan 9 locomotieven, een museumtreinstel en andere voertuigen plaatsvindt.

## Museum
Naast het goederenvervoer vinden op het traject ritten met museummaterieel van de Verein "Museumsbahn Hümmlinger Kreisbahn e.V." plaats.
De ritten beginnen in Werlte bij het voormalig station en in Lathen niet op het perron van de DB maar aan de overzijde van het spoor op de voormalig vee laadplaats.
Op paasmaandag 25 april 2011 reed wegens slechte staat van de spoorbaan op dit traject de laatste museumtrein.
Als voertuigen gebruikt de vereniging:
- Railbus VT 798 uit 1955 van de vereniging[2]
- Railbus "VT 1" (Talbot) uit 1957 van de EEB

De spoorlijn wordt anno 2017 gerenoveerd.

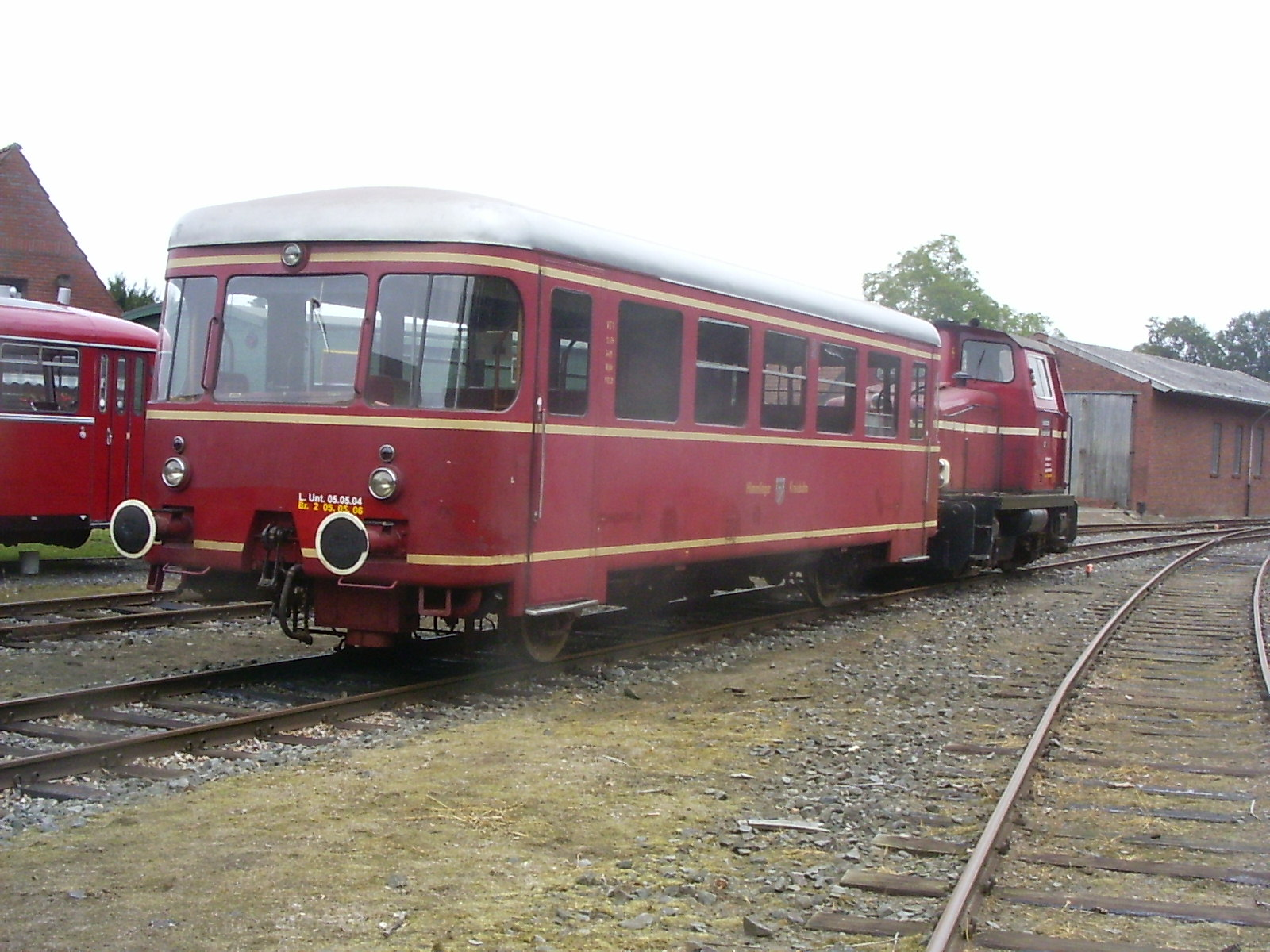
Talbot railbus